# Street League Skateboarding

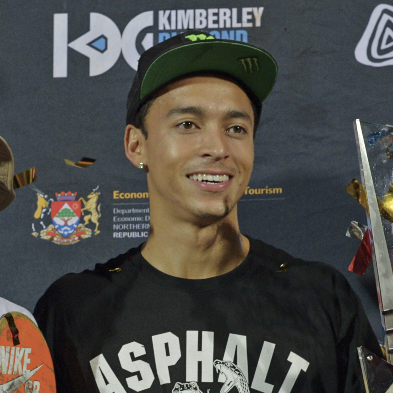
Nyjah Huston el 2015

Street League Skateboarding (SLS) és un campionat internacional de patinatge de monopatí. La competició, en sistema de lliga, presenta 25 skaters professionals que es disputen en diferents escenaris el premi monetari més gran en la història del monopatí. Va ser fundat l'any 2010 per l'skater i empresari Rob Dyrdek. El californià Nyjah Huston és l'esportista que ha guanyat més cops el campionat.
L'any 2015, amb motiu del pas de la SLS pels Països Catalans, es va construir a Badalona l'Skate Agora, un skatepark de 4.683 m2, que va es va convertir en un centre de tecnificació i alt rendiment per a preparar els esportistes per als Jocs Olímpics de Tòquio de 2020.